# Rules of Engagement (Fernsehserie)/Episodenliste

Logo zur Serie

Diese Episodenliste enthält alle Episoden der US-amerikanischen Sitcom Rules of Engagement, sortiert nach der US-amerikanischen Erstausstrahlung. Zwischen 2007 und 2013 entstanden in insgesamt sieben Staffeln 100 Episoden mit einer Länge von jeweils etwa 22 Minuten.

## Übersicht
| Staffel | Episodenanzahl | Erstausstrahlung USA | Erstausstrahlung USA | Deutschsprachige Erstausstrahlung | Deutschsprachige Erstausstrahlung |
| Staffel | Episodenanzahl | Staffelpremiere      | Staffelfinale        | Staffelpremiere                   | Staffelfinale                     |
| ------- | -------------- | -------------------- | -------------------- | --------------------------------- | --------------------------------- |
| 1       | 7              | 5. Februar 2007      | 19. März 2007        | 12. November 2009                 | 7. Januar 2010                    |
| 2       | 15             | 24. September 2007   | 19. Mai 2008         | 7. Januar 2010                    | 18. Januar 2010                   |
| 3       | 13             | 2. März 2009         | 18. Mai 2009         | 19. Januar 2010                   | 27. Januar 2010                   |
| 4       | 13             | 1. März 2010         | 24. Mai 2010         | 18. November 2010                 | 15. Dezember 2010                 |
| 5       | 24             | 20. September 2010   | 19. Mai 2011         | 16. Dezember 2011                 | 31. Januar 2012                   |
| 6       | 15             | 20. Oktober 2011     | 17. Mai 2012         | 29. April 2013                    | 22. Mai 2013                      |
| 7       | 13             | 4. Februar 2013      | 20. Mai 2013         | 2. Februar 2014                   | 28. April 2014                    |

## Staffel 1
Die Erstausstrahlung der ersten Staffel war vom 5. Februar bis zum 19. März 2007 auf dem US-amerikanischen Fernsehsender CBS zu sehen. Die deutschsprachige Erstausstrahlung sendete der deutsche Free-TV-Sender Kabel eins vom 12. November 2009 bis zum 7. Januar 2010.
| Nr. (ges.) | Nr. (St.) | Deutscher Titel              | Originaltitel        | Erstausstrahlung USA | Deutschsprachige Erstausstrahlung (D) | Regie         | Drehbuch                 |
| ---------- | --------- | ---------------------------- | -------------------- | -------------------- | ------------------------------------- | ------------- | ------------------------ |
| 1          | 1         | Heute nicht mehr, Schatz!    | Pilot                | 5. Feb. 2007         | 12. Nov. 2009                         | Andy Ackerman | Tom Hertz                |
| 2          | 2         | Der Geburtstagsdeal          | The Birthday Deal    | 12. Feb. 2007        | 12. Nov. 2009                         | Andy Ackerman | Tom Hertz                |
| 3          | 3         | All die Kerle in meinem Bett | Young & the Restless | 19. Feb. 2007        | 19. Nov. 2009                         | Ted Wass      | Jon Sherman              |
| 4          | 4         | Spielzeug für große Jungs    | Game On              | 26. Feb. 2007        | 19. Nov. 2009                         | Ted Wass      | Linda Videtti Figueiredo |
| 5          | 5         | Probleme mit der Munition    | Kids                 | 5. März 2007         | 26. Nov. 2009                         | Ted Wass      | Tom Hertz                |
| 6          | 6         | Stehende Ovation             | Hard Day’s Night     | 12. März 2007        | 26. Nov. 2009                         | Ted Wass      | Tom Hertz                |
| 7          | 7         | Was nie gesagt wurde         | Jeff’s Wooby         | 19. März 2007        | 7. Jan. 2010                          | Ted Wass      | Barry Wernick            |

## Staffel 2
Die Erstausstrahlung der zweiten Staffel war vom 24. September 2007 bis zum 19. Mai 2008 auf dem US-amerikanischen Fernsehsender CBS zu sehen. Die deutschsprachige Erstausstrahlung sendete der deutsche Free-TV-Sender Kabel eins vom 7. Januar bis zum 18. Januar 2010.
| Nr. (ges.) | Nr. (St.) | Deutscher Titel                | Originaltitel          | Erstausstrahlung USA | Deutschsprachige Erstausstrahlung (D) | Regie           | Drehbuch                      |
| ---------- | --------- | ------------------------------ | ---------------------- | -------------------- | ------------------------------------- | --------------- | ----------------------------- |
| 8          | 1         | Der Flirt-Weltmeister          | Flirting with Disaster | 24. Sep. 2007        | 7. Jan. 2010                          | Gary Halvorson  | Steve Holland                 |
| 9          | 2         | Die kalifornische Schwester    | Audrey’s Sister        | 1. Okt. 2007         | 8. Jan. 2010                          | Ted Wass        | Sivert Glarum & Michael Jamin |
| 10         | 3         | Die blasse Wirklichkeit        | Mr. Fix-It             | 8. Okt. 2007         | 8. Jan. 2010                          | Gary Halvorson  | Tom Hertz                     |
| 11         | 4         | Der Kerle-Code                 | Guy Code               | 15. Okt. 2007        | 11. Jan. 2010                         | Mark Cendrowski | Mike Haukom                   |
| 12         | 5         | Eine unglaubliche Nacht        | Bag Ladies             | 22. Okt. 2007        | 11. Jan. 2010                         | Gail Mancuso    | Vanessa McCarthy              |
| 13         | 6         | Old School Jeff                | Old School Jeff        | 29. Okt. 2007        | 12. Jan. 2010                         | Gary Halvorson  | Linda Videtti Figueiredo      |
| 14         | 7         | Das perfekte Verbrechen        | Engagement Party       | 5. Nov. 2007         | 12. Jan. 2010                         | Mark Cendrowski | Tom Hertz                     |
| 15         | 8         | Der Mann im Aufzug             | Fix-Ups & Downs        | 12. Nov. 2007        | 13. Jan. 2010                         | Gary Halvorson  | Barry Wernick                 |
| 16         | 9         | Hot Mamma                      | A Visit from Fay       | 19. Nov. 2007        | 13. Jan. 2010                         | Mark Cendrowski | Carol Leifer                  |
| 17         | 10        | Ein ganz besonderes Wochenende | Time Share             | 14. Apr. 2008        | 14. Jan. 2010                         | Andy Ackerman   | Tom Hertz                     |
| 18         | 11        | Der Gott der Fruchtbarkeit     | Jen at Work            | 21. Apr. 2008        | 14. Jan. 2010                         | Gail Mancuso    | Steve Holland                 |
| 19         | 12        | Fünf Kilo bis Montag           | Optimal Male           | 28. Apr. 2008        | 15. Jan. 2010                         | Ted Wass        | Mike Haukom                   |
| 20         | 13        | Die Waschbecken-Nummer         | Russell’s Father’s Son | 5. Mai 2008          | 15. Jan. 2010                         | Gail Mancuso    | Sivert Glarum & Michael Jamin |
| 21         | 14        | Kein Bock auf Sparen           | Buyer’s Remorse        | 12. Mai 2008         | 18. Jan. 2010                         | Mark Cendrowski | Linda Videtti Figueiredo      |
| 22         | 15        | Eine geile Karre               | Pimp My Bride          | 19. Mai 2008         | 18. Jan. 2010                         | Ted Wass        | Barry Wernick                 |

## Staffel 3
Die Erstausstrahlung der dritten Staffel war vom 2. März bis zum 18. Mai 2009 auf dem US-amerikanischen Fernsehsender CBS zu sehen. Die deutschsprachige Erstausstrahlung sendete der deutsche Free-TV-Sender Kabel eins vom 19. Januar bis zum 27. Januar 2010.
| Nr. (ges.) | Nr. (St.) | Deutscher Titel               | Originaltitel           | Erstausstrahlung USA | Deutschsprachige Erstausstrahlung (D) | Regie           | Drehbuch                 |
| ---------- | --------- | ----------------------------- | ----------------------- | -------------------- | ------------------------------------- | --------------- | ------------------------ |
| 23         | 1         | Die Theatertunte              | Russel’s Secret         | 2. März 2009         | 19. Jan. 2010                         | Mark Cendrowski | Jeffrey Richman          |
| 24         | 2         | Die Vorleserin                | Voluntary Commitment    | 9. März 2009         | 19. Jan. 2010                         | Ted Wass        | Linda Videtti Figueiredo |
| 25         | 3         | Mein schwuler Freund          | Jeff’s New Friend       | 16. März 2009        | 20. Jan. 2010                         | Ted Wass        | Tom Hertz                |
| 26         | 4         | Frauen sind Männer mit Möpsen | Dad’s Visit             | 23. März 2009        | 20. Jan. 2010                         | Ted Wass        | Mike Sikowitz            |
| 27         | 5         | Lügen macht Spaß              | Lyin’ King              | 30. März 2009        | 21. Jan. 2010                         | Ted Wass        | Mike Haukom              |
| 28         | 6         | Timmy und das große Glück     | Poaching Timmy          | 13. Apr. 2009        | 21. Jan. 2010                         | Gail Mancuso    | Jeffrey Richman          |
| 29         | 7         | Pfui, alter Mann!             | Old Timer’s Day         | 20. Apr. 2009        | 22. Jan. 2010                         | Gail Mancuso    | Tom Hertz                |
| 30         | 8         | Wenn der Mann zweimal kann    | Twice                   | 27. Apr. 2009        | 22. Jan. 2010                         | Ken Whittingham | Vanessa McCarthy         |
| 31         | 9         | Erregung im Park              | The Challenge           | 4. Mai 2009          | 25. Jan. 2010                         | Gil Junger      | Vanessa McCarthy         |
| 32         | 10        | Finger weg!                   | Family Style            | 11. Mai 2009         | 26. Jan. 2010                         | Ted Wass        | Mike Sikowitz            |
| 33         | 11        | Die Pizza-Connection          | May Divorce Be with You | 11. Mai 2009         | 25. Jan. 2010                         | Ted Wass        | Linda Videtti Figueiredo |
| 34         | 12        | Allein unter Frauen           | House Money             | 18. Mai 2009         | 27. Jan. 2010                         | Gail Mancuso    | Barry Wernick            |
| 35         | 13        | Ausgepowert                   | Sex Toy Story           | 18. Mai 2009         | 26. Jan. 2010                         | Gail Mancuso    | Steve Holland            |

## Staffel 4
Die Erstausstrahlung der vierten Staffel war vom 1. März bis zum 24. Mai 2010 auf dem US-amerikanischen Fernsehsender CBS zu sehen. Die deutschsprachige Erstausstrahlung sendete der Schweizer Free-TV-Sender SRF zwei vom 18. November bis zum 15. Dezember 2011.
| Nr. (ges.) | Nr. (St.) | Deutscher Titel           | Originaltitel           | Erstausstrahlung USA | Deutschsprachige Erstausstrahlung (CH) | Regie                  | Drehbuch                        |
| ---------- | --------- | ------------------------- | ----------------------- | -------------------- | -------------------------------------- | ---------------------- | ------------------------------- |
| 36         | 1         | Bibelstunde               | Flirting                | 1. März 2010         | 18. Nov. 2011                          | John Pasquin           | Tom Hertz                       |
| 37         | 2         | Die Schlummertaste        | Snoozin’ for a Bruisin’ | 8. März 2010         | 22. Nov. 2011                          | Andy Cadiff            | Barry Wernick                   |
| 38         | 3         | Wer legt besser?          | Atlantic City           | 15. März 2010        | 23. Nov. 2011                          | John Pasquin           | Lance Whinery                   |
| 39         | 4         | Das indische Mädchen      | Ghost Story             | 22. März 2010        | 24. Nov. 2011                          | Andy Cadiff            | Alex Barnow & Marc Firek        |
| 40         | 5         | Die vier Säulen           | The Four Pillars        | 29. März 2010        | 25. Nov. 2011                          | John Pasquin           | Mike Sikowitz                   |
| 41         | 6         | Sechs Pfund plus          | Third Wheel             | 5. Apr. 2010         | 29. Nov. 2011                          | Andy Cadiff            | Vanessa McCarthy                |
| 42         | 7         | Der perfekte Moment       | Indian Giver            | 12. Apr. 2010        | 30. Nov. 2011                          | Andy Cadiff            | Jeffrey Richman                 |
| 43         | 8         | So richtig frei           | Free Free Time          | 19. Apr. 2010        | 1. Dez. 2011                           | John Pasquin           | Christopher Shiple              |
| 44         | 9         | Der Östrogen-Querschläger | The Score               | 26. Apr. 2010        | 6. Dez. 2011                           | John Pasquin           | Gloria Calderon Kellett         |
| 45         | 10        | Glückliche Fügung?        | The Surrogate           | 3. Mai 2010          | 8. Dez. 2011                           | Gail Mancuso           | Jeffrey Richman & Mike Sikowitz |
| 46         | 11        | Central Park South        | Reunion                 | 10. Mai 2010         | 9. Dez. 2011                           | John Pasquin           | Mike Haukom                     |
| 47         | 12        | Eine Stellung für Ryan    | Harassment              | 17. Mai 2010         | 14. Dez. 2011                          | Leonard R. Garner, Jr. | Vanessa McCarthy                |
| 48         | 13        | Die Bingham-Intervention  | They Do?                | 24. Mai 2010         | 15. Dez. 2011                          | Gail Mancuso           | Tom Hertz                       |

## Staffel 5
Die Erstausstrahlung der fünften Staffel war vom 20. September 2010 bis zum 19. Mai 2011 auf dem US-amerikanischen Fernsehsender CBS zu sehen. Die deutschsprachige Erstausstrahlung wurde von dem 16. Dezember 2011 bis zum 31. Januar 2012 auf dem Schweizer Free-TV-Sender SRF zwei ausgestrahlt.
| Nr. (ges.) | Nr. (St.) | Deutscher Titel             | Originaltitel                  | Erstausstrahlung USA | Deutschsprachige Erstausstrahlung (CH) | Regie                  | Drehbuch                   |
| ---------- | --------- | --------------------------- | ------------------------------ | -------------------- | -------------------------------------- | ---------------------- | -------------------------- |
| 49         | 1         | Der Leihmutter-Gau          | Surro-gate                     | 20. Sep. 2010        | 16. Dez. 2011                          | Ted Wass               | Tom Hertz                  |
| 50         | 2         | Bad Bank                    | The Bank                       | 27. Sep. 2010        | 20. Dez. 2011                          | Ted Wass               | Mike Sikowitz              |
| 51         | 3         | Auf dem Teppich             | Rug-of-War                     | 4. Okt. 2010         | 21. Dez. 2011                          | Ted Wass               | Barry Wernick              |
| 52         | 4         | Angst vorm Fliegen          | Handy Man                      | 11. Okt. 2010        | 22. Dez. 2011                          | Ted Wass               | Mike Haukom                |
| 53         | 5         | Wichtig ist auf’m Platz!    | Play Ball                      | 18. Okt. 2010        | 23. Dez. 2011                          | Ted Wass               | Vanessa McCarthy           |
| 54         | 6         | Auf den Keks Gegangen       | Baked                          | 25. Okt. 2010        | 27. Dez. 2011                          | Ted Wass               | Tim Doyle                  |
| 55         | 7         | Spiel mit Köpfchen          | Mannequin Head Ball            | 1. Nov. 2010         | 28. Dez. 2011                          | Ted Wass               | Michael A. Ross            |
| 56         | 8         | Bunny das Biest             | Les-bro                        | 8. Nov. 2010         | 29. Dez. 2011                          | Ted Wass               | Gloria Calderon Kellett    |
| 57         | 9         | Körperlandschaften          | The Big Picture                | 15. Nov. 2010        | 30. Dez. 2011                          | Ted Wass               | Becky Mann & Audra Sielaff |
| 58         | 10        | Voll Verussellt             | Fun Run                        | 22. Nov. 2010        | 4. Jan. 2012                           | Ted Wass               | Tom Hertz                  |
| 59         | 11        | Der-Gar-Nichts-Anruf        | Refusing to Budget             | 6. Dez. 2010         | 5. Jan. 2012                           | Ted Wass               | Mike Sikowitz              |
| 60         | 12        | Vom Meister lernen          | Little Bummer Boy              | 12. Dez. 2010        | 6. Jan. 2012                           | Ted Wass               | Christopher Shiple         |
| 61         | 13        | Ein Job für Mädchen         | The Home Stretch               | 3. Jan. 2011         | 10. Jan. 2012                          | Gail Mancuso           | Lance Whinery              |
| 62         | 14        | Fauler Zauber               | Uh-Oh It’s Magic               | 17. Jan. 2011        | 11. Jan. 2012                          | Gail Mancuso           | Vanessa McCarthy           |
| 63         | 15        | Geölte Kehlen               | Singing and Dancing            | 7. Feb. 2011         | 12. Jan. 2012                          | Gail Mancuso           | Tim Doyle                  |
| 64         | 16        | Der Jeff-Tag                | Jeff Day                       | 24. Feb. 2011        | 13. Jan. 2012                          | Gail Mancuso           | Barry Wernick              |
| 65         | 17        | Grosse Mädchen              | Zygote                         | 3. März 2011         | 17. Jan. 2012                          | Gail Mancuso           | Michael Ross               |
| 66         | 18        | Italienisch für Vollidioten | Anniversary Chicken            | 10. März 2011        | 18. Jan. 2012                          | Gail Mancuso           | Mike Haukom                |
| 67         | 19        | Ein Kerl für Liz            | The Set Up                     | 31. März 2011        | 19. Jan. 2012                          | Leonard R. Garner, Jr. | Gloria Calderon Kellett    |
| 68         | 20        | Rot heisst Baby             | Beating The System             | 7. Apr. 2011         | 20. Jan. 2012                          | Victor Gonzalez        | Becky Mann & Audra Sielaff |
| 69         | 21        | Vom Sixpack zum Fässchen    | The Jeff Photo                 | 28. Apr. 2011        | 24. Jan. 2012                          | Victor Gonzalez        | Becky Mann & Audra Sielaff |
| 70         | 22        | Torte für Russell           | Double Down                    | 5. Mai 2011          | 25. Jan. 2012                          | Ted Wass               | Mike Sikowitz              |
| 71         | 23        | Champagner aufs Haus        | The Power Couple               | 12. Mai 2011         | 26. Jan. 2012                          | Gail Mancuso           | Gail Mancuso               |
| 72         | 24        | Kreuzfahrt mit Rotkäppchen  | The Last Of The Red Hat Lovers | 19. Mai 2011         | 31. Jan. 2012                          | Tom Hertz              | Michael A. Ross            |

## Staffel 6
Die Erstausstrahlung der sechsten Staffel war vom 20. Oktober 2011 bis zum 17. Mai 2012 auf dem US-amerikanischen Fernsehsender CBS zu sehen. Die deutschsprachige Erstausstrahlung war vom 29. April bis zum 22. Mai 2013 auf Comedy Central zu sehen.
| Nr. (ges.) | Nr. (St.) | Deutscher Titel                | Originaltitel                   | Erstausstrahlung USA | Deutschsprachige Erstausstrahlung (D) | Regie                  | Drehbuch                   |
| ---------- | --------- | ------------------------------ | ------------------------------- | -------------------- | ------------------------------------- | ---------------------- | -------------------------- |
| 73         | 1         | Je schmutziger, desto besser   | Dirty Talk                      | 20. Okt. 2011        | 29. Apr. 2013                         | Ted Wass               | Mike Sikowitz              |
| 74         | 2         | Die Rache Der Eierköpfe        | Bros Before Nodes               | 27. Okt. 2011        | 30. Apr. 2013                         | Ted Wass               | Michael A. Ross            |
| 75         | 3         | Liebe Tante Lucy               | Audrey is Dumb                  | 3. Nov. 2011         | 1. Mai 2013                           | Tom Hertz              | Tom Hertz                  |
| 76         | 4         | Der Ruf der Wildnis            | Nature Calls                    | 10. Nov. 2011        | 2. Mai 2013                           | Ted Wass               | Mike Haukom                |
| 77         | 5         | Stille Post                    | Shy Dial                        | 17. Nov. 2011        | 6. Mai 2013                           | Ted Wass               | Tim Doyle                  |
| 78         | 6         | Betrug mit Kuh                 | Cheating                        | 8. Dez. 2011         | 7. Mai 2013                           | Tom Hertz              | Tim Doyle                  |
| 79         | 7         | Der Stuhl des Grauens          | The Chair (FKA Game of Thrones) | 15. Dez. 2011        | 8. Mai 2013                           | Ted Wass               | Mike Haukom                |
| 80         | 8         | Der Preis ist heiß             | Scavenger Hunt                  | 29. März 2012        | 9. Mai 2013                           | Mark Cendrowski        | Mike Haukom                |
| 81         | 9         | Eine deutliche Schwellung      | A Big Bust                      | 5. Apr. 2012         | 13. Mai 2013                          | Leonard R. Garner, Jr. | Gloria Calderon Kellett    |
| 82         | 10        | Suppentimmy                    | After the Lovin’                | 12. Apr. 2012        | 15. Mai 2013                          | Ted Wass               | Tom Hertz                  |
| 83         | 11        | Verpasste Chancen              | Missed Connections              | 19. Apr. 2012        | 16. Mai 2013                          | Ted Wass               | Vanessa McCarthy           |
| 84         | 12        | Fünf Dinge, die ich an dir mag | The Five Things                 | 26. Apr. 2012        | 14. Mai 2013                          | Ted Wass               | Dan Kopelman               |
| 85         | 13        | Ein Abend auf dem Dach         | Meat Wars                       | 3. Mai 2012          | 21. Mai 2013                          | Ted Wass               | Lance Whinery              |
| 86         | 14        | Goodbye Dolly                  | Goodbye Dolly                   | 10. Mai 2012         | 20. Mai 2013                          | Ted Wass               | Becky Mann & Audra Sielaff |
| 87         | 15        | Eine Woche Zölibat             | Audrey’s Shower                 | 17. Mai 2012         | 22. Mai 2013                          | Ted Wass               | Vanessa McCarthy           |

## Staffel 7
Die Erstausstrahlung der siebten Staffel war vom 4. Februar bis zum 20. Mai 2013 auf dem US-amerikanischen Sender CBS zu sehen. Die deutschsprachige Erstausstrahlung mit Ausnahme der dritten Episode wurde vom 2. Februar bis zum 20. April 2014 auf Comedy Central gesendet. Die ausgelassene Folge 3 wurde am 20. April 2014 vom österreichischen Free-TV-Sender Puls 4 erstausgestrahlt.
| Nr. (ges.) | Nr. (St.) | Deutscher Titel             | Originaltitel        | Erstausstrahlung USA | Deutschsprachige Erstausstrahlung (D/A) | Regie        | Drehbuch         |
| ---------- | --------- | --------------------------- | -------------------- | -------------------- | --------------------------------------- | ------------ | ---------------- |
| 88         | 1         | Ehe ist wie ein Krieg       | Liz Moves In         | 4. Feb. 2013         | 2. Feb. 2014                            | Ted Wass     | Dan Kopelman     |
| 89         | 2         | Versaute Namen              | Taking Names         | 11. Feb. 2013        | 9. Feb. 2014                            | Ted Wass     | Mike Sikowitz    |
| 90         | 3         | Die Hand am Bajonett        | Cats & Dogs          | 18. Feb. 2013        | 20. Apr. 2014                           | Ted Wass     | Vanessa McCarthy |
| 91         | 4         | Rache ist süß               | Cupcake              | 25. Feb. 2013        | 16. Feb. 2014                           | Ted Wass     | Vanessa McCarthy |
| 92         | 5         | Lektionen im Altersheim     | Fountain of Youth    | 4. März 2013         | 23. Feb. 2014                           | Ted Wass     | Mike Sikowitz    |
| 93         | 6         | Gespräche mit dem Babybauch | Baby Talk            | 11. März 2013        | 2. März 2014                            | Tom Hertz    | Tim Doyle        |
| 94         | 7         | Dinner mit Nicole Kidman    | Role Play            | 18. März 2013        | 9. März 2014                            | Ted Wass     | Lance Whinery    |
| 95         | 8         | Schärfe Zwölf               | Catering             | 25. März 2013        | 16. März 2014                           | Tom Hertz    | Vanessa McCarthy |
| 96         | 9         | Fräulein Timmy              | Cooking Class        | 15. Apr. 2013        | 23. März 2014                           | Ted Wass     | Michael A. Ross  |
| 97         | 10        | Party in der U-Bahn         | Unpleasant Surprises | 22. Apr. 2013        | 30. März 2014                           | Gail Mancuso | Andy Roth        |
| 98         | 11        | Ein Chip für Timmy          | Timmy Quits          | 29. Apr. 2013        | 6. Apr. 2014                            | Megyn Price  | Mike Haukom      |
| 99         | 12        | Hose nass                   | A Wee Problem        | 5. Mai 2013          | 13. Apr. 2014                           | Ted Wass     | Vanessa McCarthy |
| 100        | 13        | Das Beste zum Schluss       | 100th                | 20. Mai 2013         | 20. Apr. 2014                           | Tom Hertz    | Tom Hertz        |